# Monaster Simonowski
Monaster Simonowski – dawny prawosławny klasztor w Moskwie.
Monaster powstał w 1370 z błogosławieństwa późniejszego świętego mnicha Sergiusza z Radoneża; jego założycielem był uczeń Sergiusza – św. Teodor. Nieformalna, najpopularniejsza nazwa klasztoru pochodzi od Stiepana Chowrina, bojara, który przekazał ziemię, na której wzniesiono monaster, po czym sam został członkiem wspólnoty monastycznej jako mnich Szymon (cs. Simon).
W 1379 mnisi monasteru przenieśli się na nowe miejsce, pozostawiając na dawnym jedynie parafialną cerkiew Narodzenia Matki Bożej. Zakonnikami klasztoru w różnych okresach byli późniejsi święci i działacze Rosyjskiego Kościoła Prawosławnego: święty mnich Cyryl Biełozierski, św. metropolita moskiewski Jonasz, patriarcha moskiewski Józef, arcybiskup rostowski Jan, mnich Wassian (Kosej-Patrikijew) oraz mnich Maksym Grek.
Według ruskich latopisów, po bitwie na Kulikowym Polu w cerkwi Narodzenia Matki Bożej na terenie monasteru pochowano mnichów-wojowników Aleksandra Pierieswieta i Andrzeja (Rodiona) Oslabię.
W 1405 powstał klasztorny sobór Zaśnięcia Matki Bożej. W 1476 obiekt ten silnie ucierpiał z powodu uderzenia pioruna i został odbudowany przez jednego z uczniów Aristotele'a Fioravantiego na wzór soborów moskiewskiego Kremla. W cerkwi tej przechowywana była uważana za cudowną Tichwińska Ikona Matki Bożej.
Monaster Simonowski miał charakter obronny (w XVI w. wzniesiono jego mury obronne i baszty) i w swojej historii był wielokrotnie atakowany przez wojska tatarskie, w czasie wielkiej smuty został natomiast niemal całkowicie zniszczony. W 1639 i w kolejnej dekadzie obiekt odbudowano i na nowo otoczono murem obronnym z basztami („Duło”, „Kuźniecznaja”, „Solewaja”). Łączna długość obwarowań wyniosła 825 metrów, zaś ich wysokość – siedem metrów. Nad zachodnią bramą wjazdową znajdowała się cerkiew Chrystusa Wszechmiłującego (w 1844 nad północną bramą powstała analogiczna świątynia pod wezwaniem św. Mikołaja).
Monaster Simonowski należał do najważniejszych, cieszących się największym szacunkiem wiernych klasztorów prawosławnych Rosji. Car Fiodor III Romanow regularnie pielgrzymował do niego, zaś w Wielkim Poście mieszkał w specjalnie zbudowanej dla niego celi. Fiodor III Romanow ufundował również nowy budynek refektarza dla mnichów, do której w 1700 dobudowano cerkiew Zesłania Świętego Ducha. Mimo wcześniejszego znaczenia klasztoru w 1771 caryca Katarzyna II zdecydowała o rozwiązaniu wspólnoty monastycznej i przekształceniu obiektów klasztornych w miejsce izolacji chorych w czasie epidemii. Funkcję tę Monaster Simonowski spełniał do 1795, kiedy klasztor został reaktywowany dzięki finansowemu wsparciu hrabiego Aleksieja Musina-Puszkina. W tym samym stuleciu w głównym monasterze wykonano nowe freski oraz ozłocono ikonostas. W sąsiedztwie monasteru rozciągał się cmentarz, na którym obok mnichów spoczywali przedstawiciele wielu szlacheckich rodzin rosyjskich.
W 1832 ze środków ofiarowanych przez kupca Iwana Ignatiewa rozpoczęto wznoszenie dzwonnicy monasterskiej. Dzwonnica, zbudowana w stylu ruskim (zamiast pierwotnie planowanego klasycystycznego) została ukończona w 1839. Pięciokondygnacyjna dzwonnica naśladowała wygląd podobnych obiektów w Monasterze Nowospasskim i Ławrze Troicko-Siergijewskiej. 
Po rewolucji październikowej monaster został zamknięty, zaś w latach 30. XX wieku władze stalinowskie doprowadziły do zniszczenia większości obiektów wchodzących w skład obiektu klasztornego, w tym wszystkich cerkwi, dzwonnicy i części baszt. Zniszczono również cmentarz monasterski. Przetrwał jedynie jeden z budynków gospodarczych, południowa część murów obronnych oraz refektarz. Na miejscu klasztoru wzniesiono dom kultury dla pracowników Zakładów im. Lichaczowa. Cerkiew odzyskała pozostałe obiekty monasterskie po upadku ZSRR.